# Altopiano delle Rocche
L'altopiano delle Rocche (o altopiano Velino-Sirente) è un altopiano carsico dell'Appennino abruzzese in provincia dell'Aquila, in Abruzzo, ricadente all'interno del territorio dei comuni di Rocca di Cambio, Rocca di Mezzo e Ovindoli (le propaggini meridionali sono storicamente considerate parte della Marsica mentre quelle settentrionali parte dell'aquilano), tra le dorsali del Velino a nord-ovest e quella del Sirente a sud-est e all'interno del parco regionale naturale del Sirente-Velino, e la sua popolazione complessiva è di circa 3 600 abitanti.

## Geografia fisica

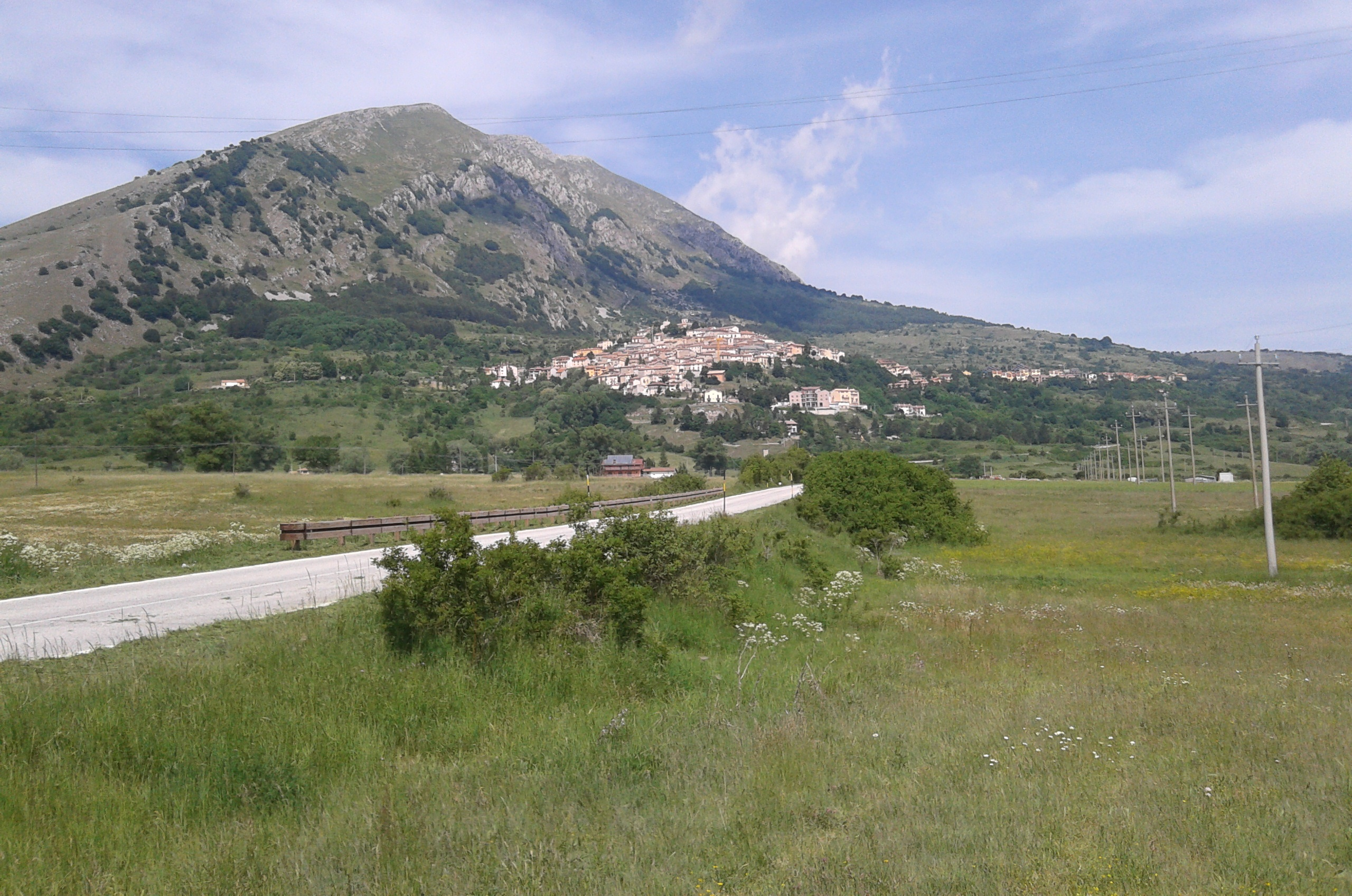
Scorcio di Rocca di Cambio

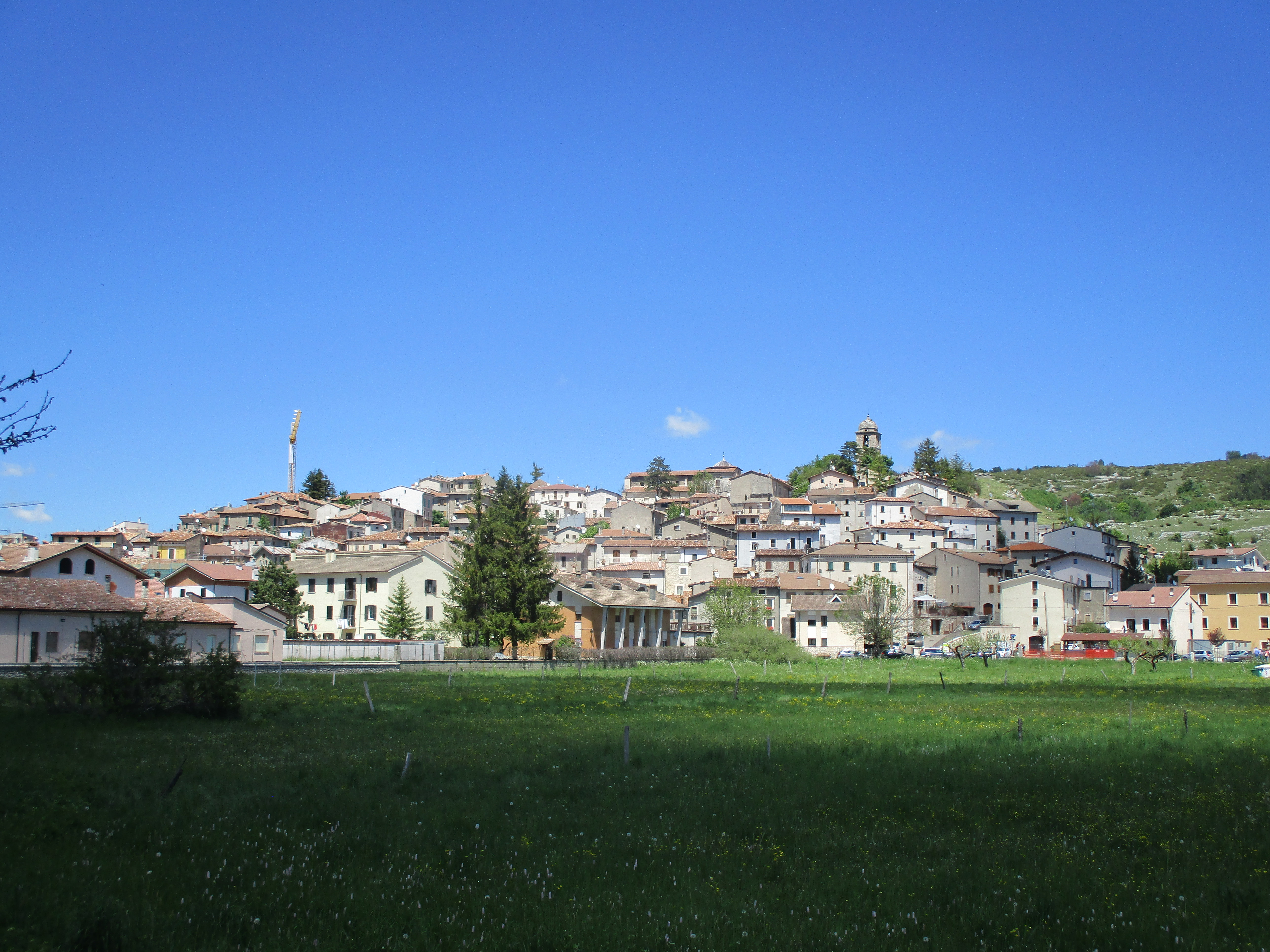
Scorcio di Rocca di Mezzo

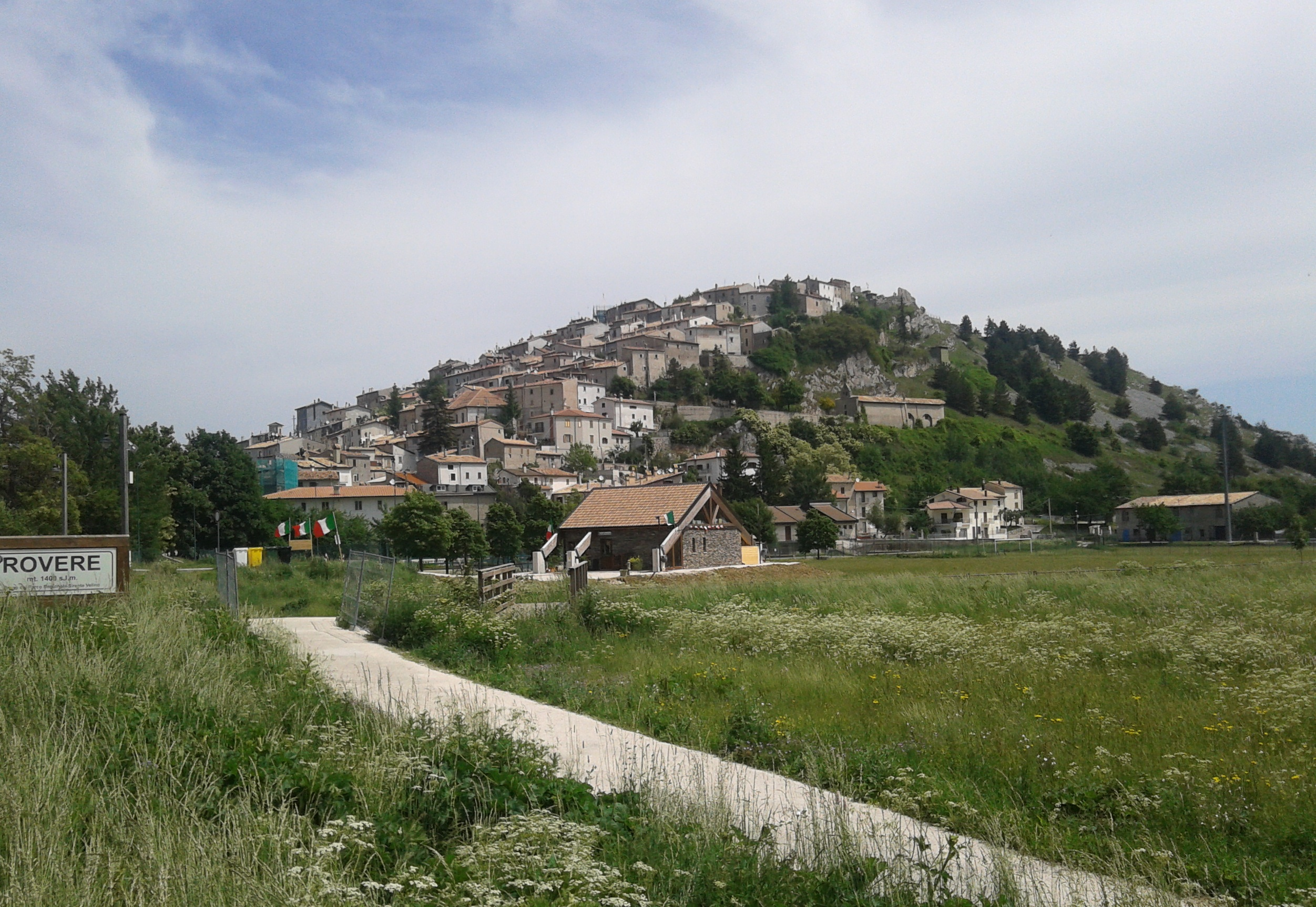
Rovere e la ciclabile/ippovia dell'altopiano

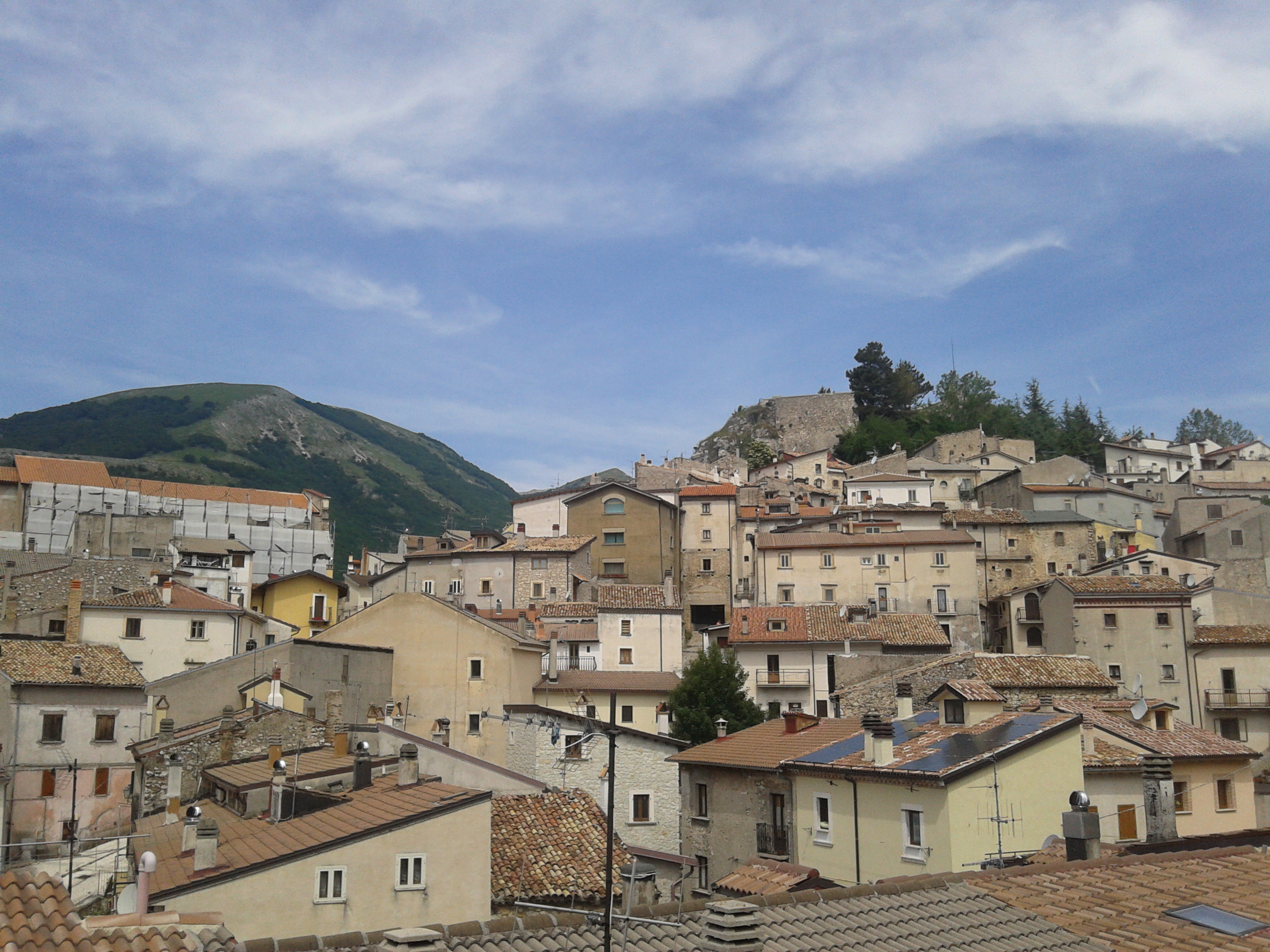
Scorcio di Ovindoli

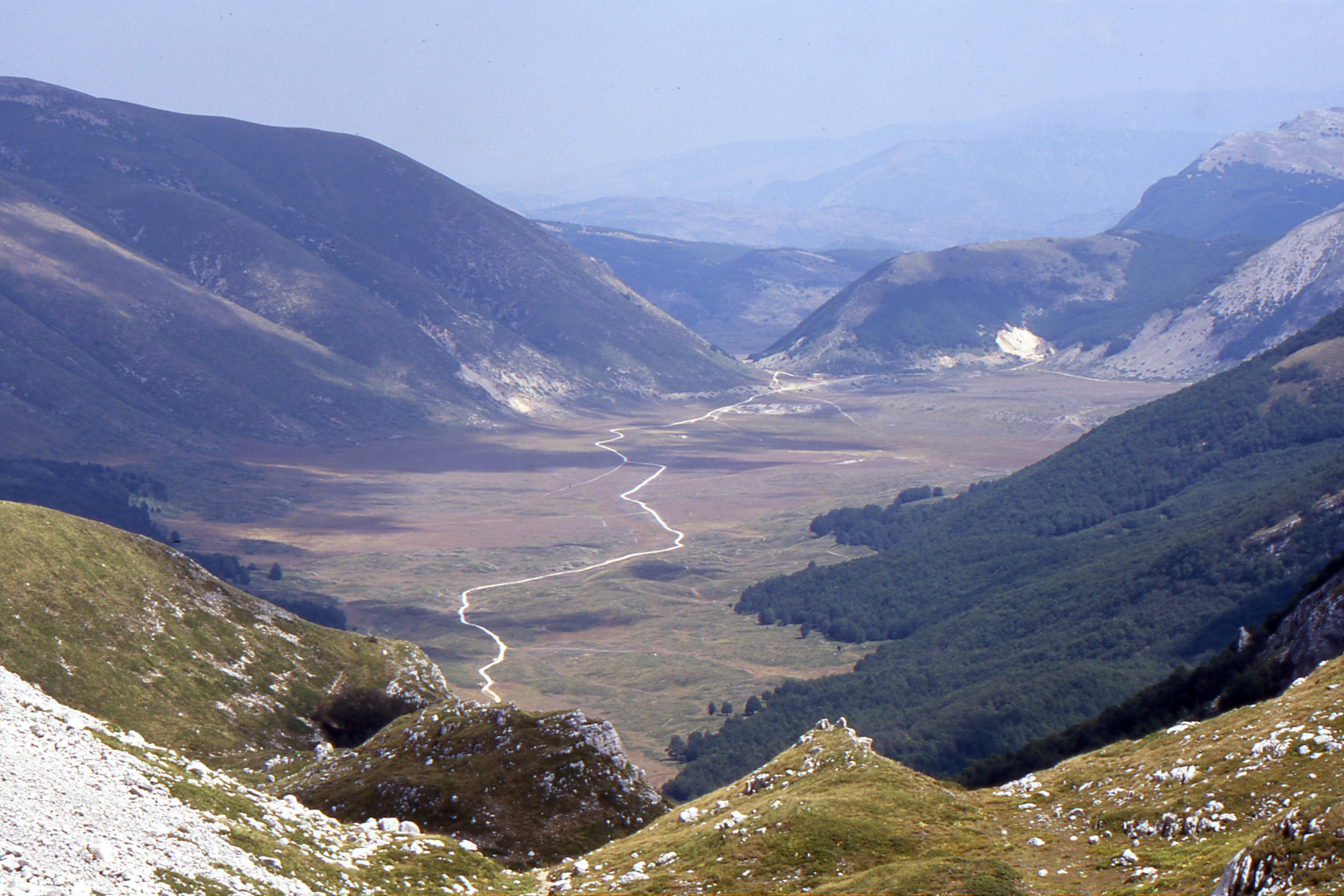
Piani di Pezza visti dal Colletto di Pezza

### Territorio
L'altopiano, in posizione abbastanza centrale all'interno del parco regionale Sirente-Velino, si presenta di forma allungata, esteso nelle sue dimensioni massime per 14 km circa in lunghezza e 5 km in larghezza occupando una superficie di circa 60 km², ed è costituito da tre ampi pianori, da nord a sud: Le Prata di Rocca di Mezzo, il Campo di Rovere e il Piano di Ovindoli, con altitudini comprese tra i 1200 e i 1400 m s.l.m., con dislivelli molto scarsi, a testimonianza della presenza in epoca mesozoica di antichi ghiacciai.
Circondato ad ovest dai Monti della Magnola e dal Monte Rotondo, a nord-ovest dal gruppo montuoso di Monte Ocre-Monte Cagno, a sud-est dal massiccio del Monte Sirente e aperto ad est verso la sottostante medio-bassa Valle dell'Aterno e a sud-ovestverso Celano ed il Fucino, collegati all'altopiano principale, ma più isolati verso il massiccio del Monte Velino, sono i Piani di Pezza. Aree boscose di faggio coprono i versanti esposti a nord-est dei monti circostanti, mentre l'altopiano è quasi del tutto sgombro di vegetazione arborea con presenza tipica di prati di montagna. Aperto verso est, la vista spazia verso l'intera catena del Gran Sasso d'Italia con il Corno Grande in primo piano.

### Geologia
Dal punto di vista geologico, l'altopiano è caratterizzato da fenomeni carsici di grande interesse come doline, inghiottitoi e grotte. L'inghiottitoio di Terranera, (spesso erroneamente accostato al piccolo lago di Pozzo Caldaio), è costituito in realtà da un insieme di più inghiottitoi e doline che raccolgono tutta l'acqua dell'Altopiano: le sue acque si disperdono nel sottosuolo attraverso questi fenomeni carsici per poi riaffiorare nelle Grotte di Stiffe, nel territorio del comune di San Demetrio ne' Vestini. Gli inghiottitoi presenti sull'Altopiano sono pertanto diversi e dislocati in un'area piuttosto ampia, come anche le doline. Principalmente, essi sono concentrati sulla pianura (localmente detta "Le Prata") nel tratto compreso tra i borghi di Terranera e Rocca di Cambio.
Alcuni inghiottitoi raccolgono l'acqua per tutto l'anno, altri soltanto nei periodi di maggiori precipitazioni acquose o in concomitanza con lo scioglimento delle nevi in primavera. Anche nella pianura tra Rocca di Mezzo e Rovere (frazione di Rocca di Mezzo) sono presenti altri inghiottitoi e doline, alcuni dei quali di dimensioni di gran lunga maggiori rispetto a quelli verso Terranera e Rocca di Cambio. Si trovano alle pendici del Monte Sirente e non è stato ancora appurato se l'acqua che defluisce attraverso queste fessure arrivi anch'essa alle grotte di Stiffe oppure no, ma a causa della notevole distanza tra le due aree dei gruppi di inghiottitoi (circa 5 km) è probabile che quelli sotto il Sirente prendano un'altra strada sotterranea, al momento sconosciuta.

### Clima
Il clima dell'altopiano è quello tipico delle zone montane di media montagna. D'inverno è rigido e nevoso, a seconda dell'annata, con il manto nevoso che nelle annate più nevose permane da novembre a maggio a seconda anche dell'esposizione dei luoghi rispetto alla radiazione solare. La chiusura montuosa ad ovest dell'altopiano e l'apertura verso est lo rende particolarmente soggetto alle irruzioni di masse d'aria fredda dai Balcani e dalla Russia, sia pure con nevicate scarse per la schermatura del Gran Sasso ad est. La neve compare più facilmente e in maniera più abbondante con perturbazioni da ovest. L'autunno è la stagione più piovosa seguita dalla primavera, l'estate è la stagione secca con l'altitudine che mitiga le ondate di calore.

### Accessibilità
Gli accessi primari sono da L'Aquila attraverso la Strada Regionale SR5 bis che sale da Bagno-Ocre, da Avezzano-Celano attraverso la A25 Torano-Pescara, da Roma attraverso la A24 Roma-Teramo (uscita Tornimparte-Campo Felice) e la galleria del Serralunga, mentre un accesso secondario è dal comune di Secinaro ovvero dalla Valle Subequana attraverso i Prati del Sirente. È attraversato dalla Strada statale 696 del Parco Regionale Sirente-Velino.

## Storia

### Etimologia
Il nome deriva dalla presenza di rocche che caratterizzano ciascun comune del territorio e le rispettive frazioni.

## Economia

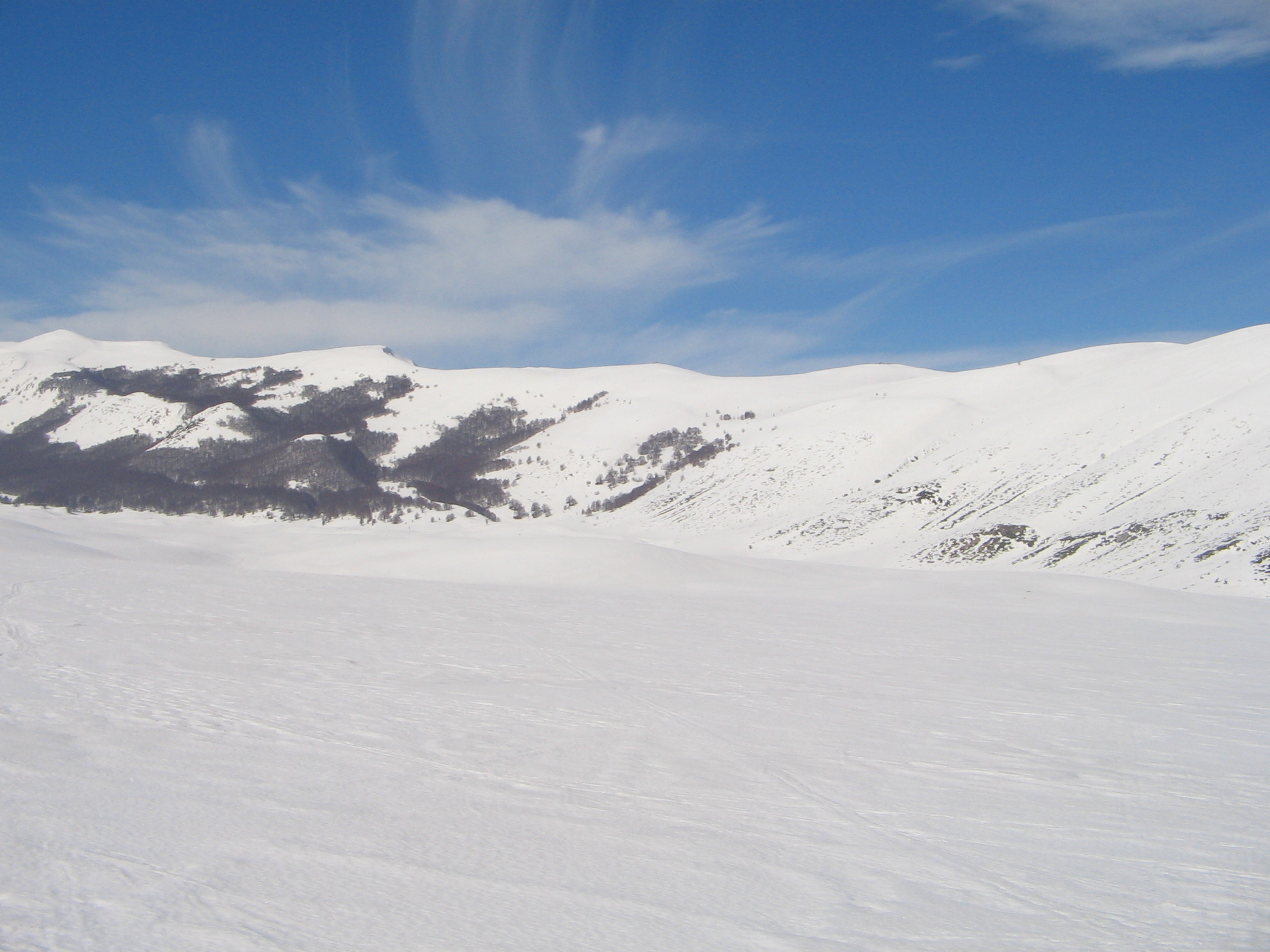
Altopiano delle Rocche - Piani di Pezza

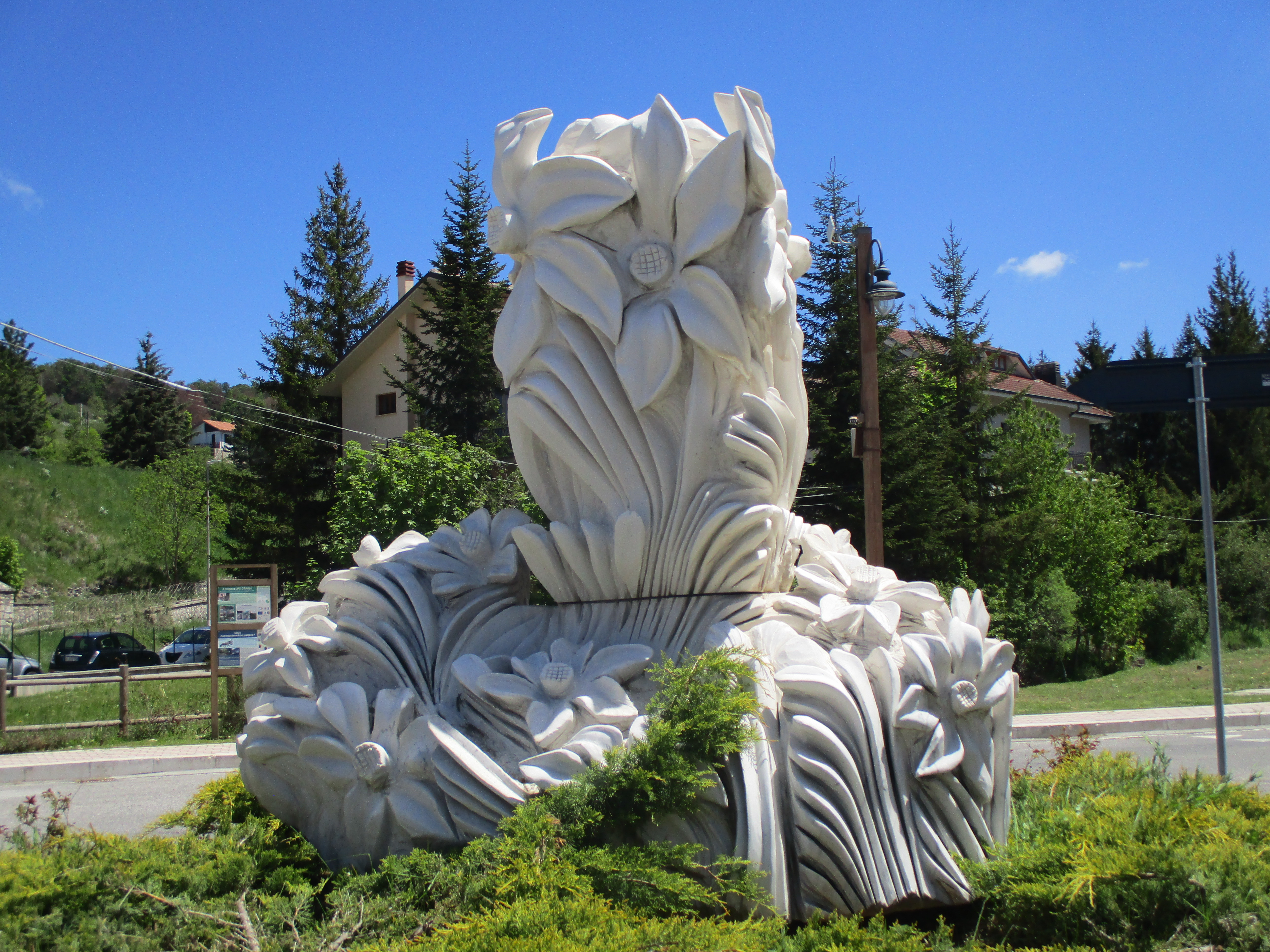
Monumento al narciso

È luogo adibito alla coltivazione di foraggio, legumi come lenticchie e patate ed in parte all'allevamento di ovini, bovini ed equini. Suggestiva è la fioritura primaverile del narciso nei dintorni di Rocca di Mezzo, dalla quale è nata la festa del narciso. È inoltre luogo di turismo estivo ed invernale ospitando le stazioni sciistiche di Ovindoli-Monte Magnola e Campo Felice con buone strutture ricettive e culturali quali piste da sci di fondo e percorsi per trekking a piedi, a cavallo e in mountain bike lungo la piana e sui monti circostanti. Una pista ciclabile brecciosa adibita al trekking a piedi, a cavallo, in bicicletta e d'inverno in sci da fondo attraversa tutto l'altopiano da Fonteavignone (frazione di Rocca di Mezzo) a Ovindoli, passando anche per Rocca di Cambio.

## Infrastrutture e trasporti
L'altopiano è attraversato interamente dalla Strada regionale del Parco Sirente - Velino. Gli accessi principali sono dal Fucino (Aielli-Celano) e la Conca Aquilana (Ocre). Accessi secondari provengono dalla Piana di Campo Felice (galleria del Serralunga) e da Secinaro (Prati del Sirente).

## Cultura

### Eventi
- OvindoliAmo (Ovindoli)
- Sagra ijju Cerijje (Rocca di Cambio)
- Festa del narciso (Rocca di Mezzo)
- Gara del solco (Rocca di Mezzo)

## Monumenti e luoghi di interesse

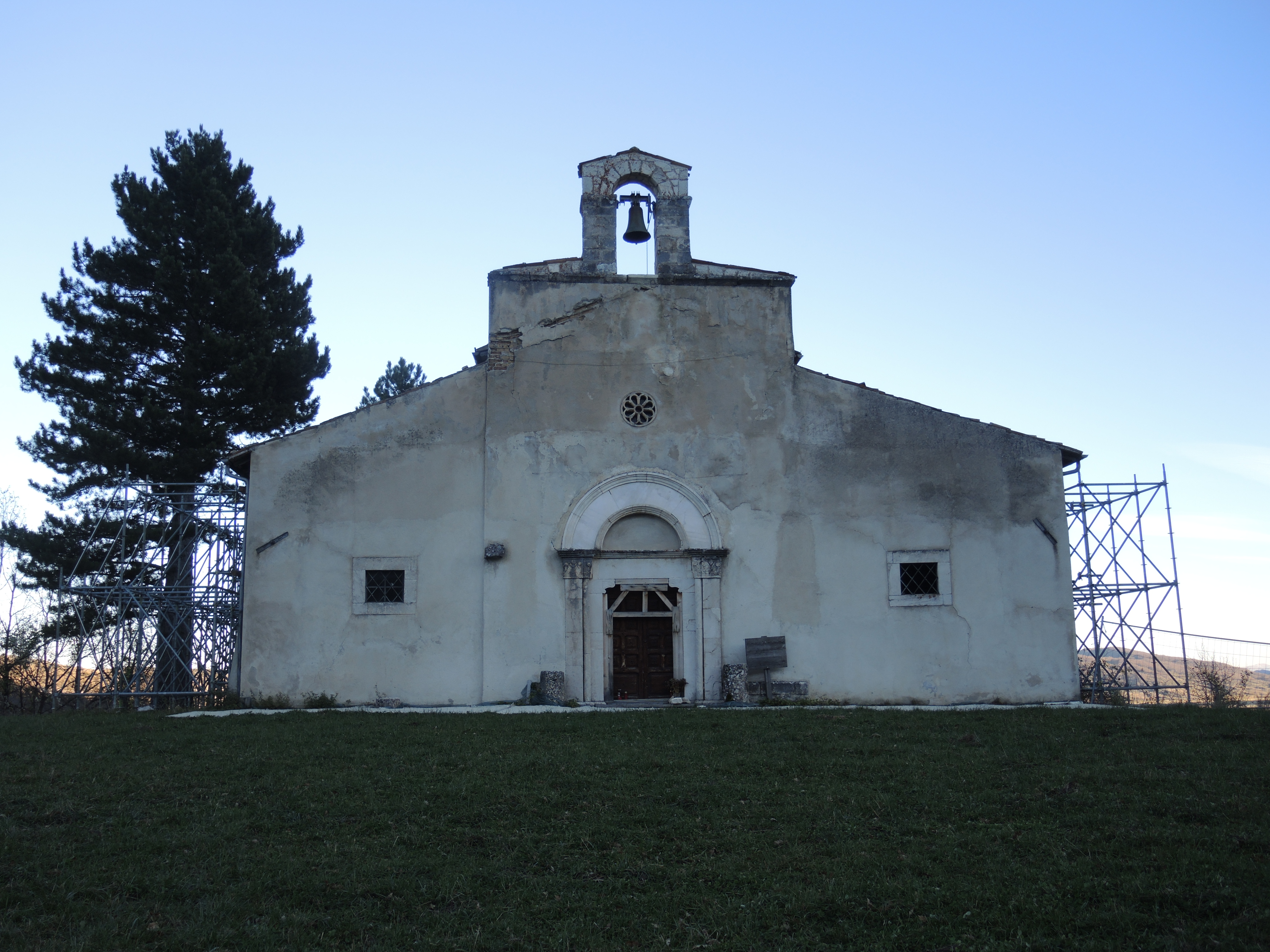
Abbazia di Santa Lucia (Rocca di Cambio)

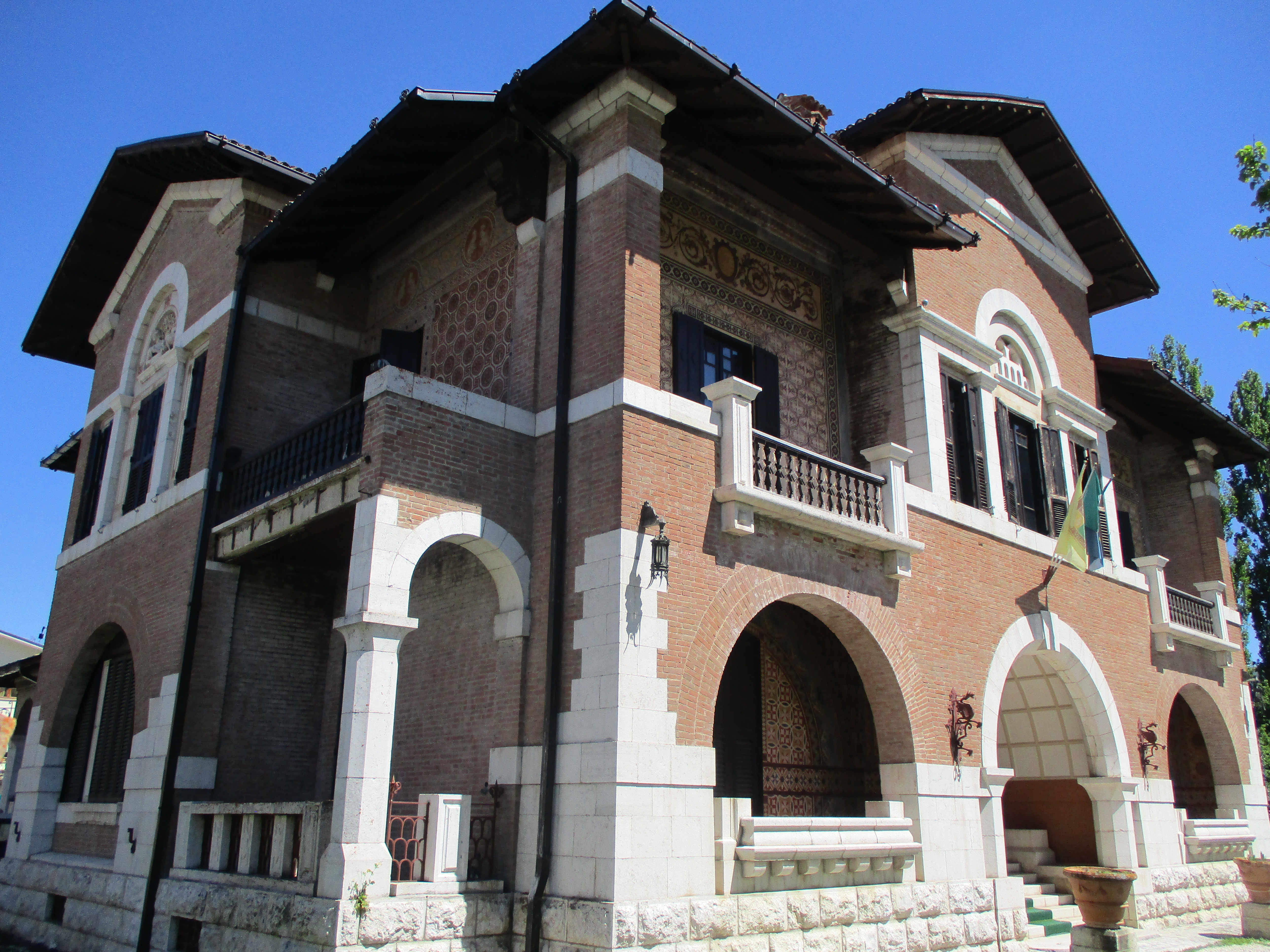
Villa Cidonio (Rocca di Mezzo)

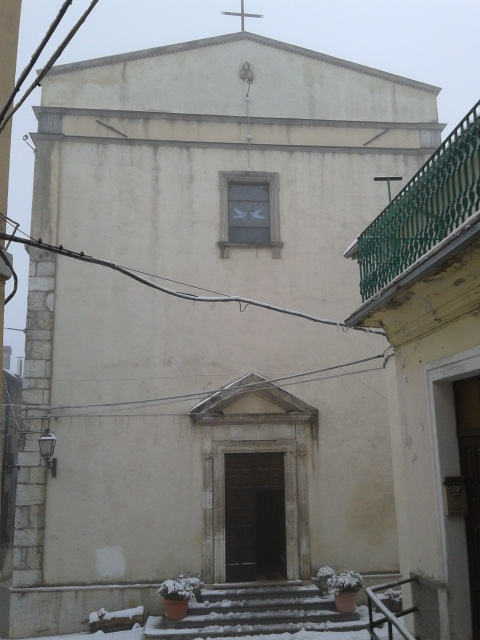
Chiesa di San Sebastiano (Ovindoli)

### Architetture civili
- Palazzo comunale (Rocca di Mezzo)
- Villa Cidonio (Rocca di Mezzo)
- Monumento del Narciso (Rocca di Mezzo)
- Fontana di Piazza Principe di Piemonte (Rocca di Mezzo)
- Casale delle Rocche (Ovindoli)
- Villa imperiale di San Potito (Ovindoli)

### Architetture militari
- Torre del castello (Rocca di Cambio)
- Castello di Rovere (Rocca di Mezzo)
- Torre di Santa Jona (Ovindoli)
- Resti del castello di San Potito (Ovindoli)
- Ruderi del castello di Ovindoli (Ovindoli)

### Architetture religiose
- Chiesa e Collegiata di San Pietro (Rocca di Cambio)
- Chiesa Madre o dell'Annunziata (Rocca di Cambio)
- Abbazia di Santa Lucia (Rocca di Cambio)
- Chiesa parrocchiale di Santa Maria della Neve (Rocca di Mezzo)
- Chiesa di San Michele Arcangelo (Rocca di Mezzo)
- Chiesa di San Pietro de Vignoli (Rocca di Mezzo)
- Chiesa della Madonna delle Grazie (Rocca di Mezzo)
- Chiesa di Santa Maria Assunta (Rocca di Mezzo)
- Chiesa di Santa Maria Maddalena (Rocca di Mezzo)
- Chiesa di San Lorenzo (Rocca di Mezzo)
- Chiesa di San Leucio (Rocca di Mezzo)
- Chiesa di San Sebastiano
- Chiesa di Santa Maria di Collemarciano
- Chiesa del Santissimo Salvatore
- Chiesa della Madonna della Neve a San Potito
- Chiesetta dell'Alpino

### Aree naturali

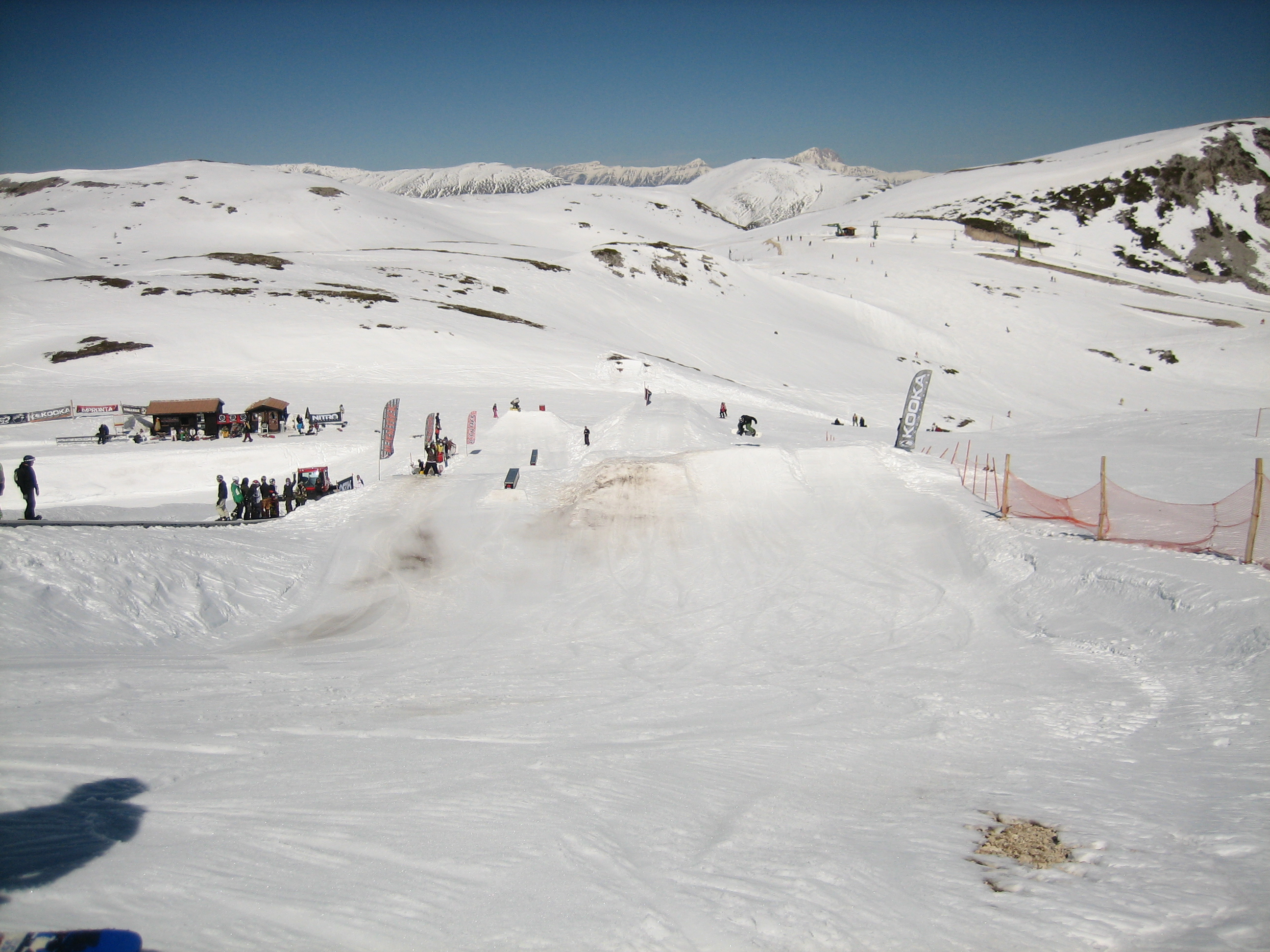
Snow park Monte Magnola - Ovindoli

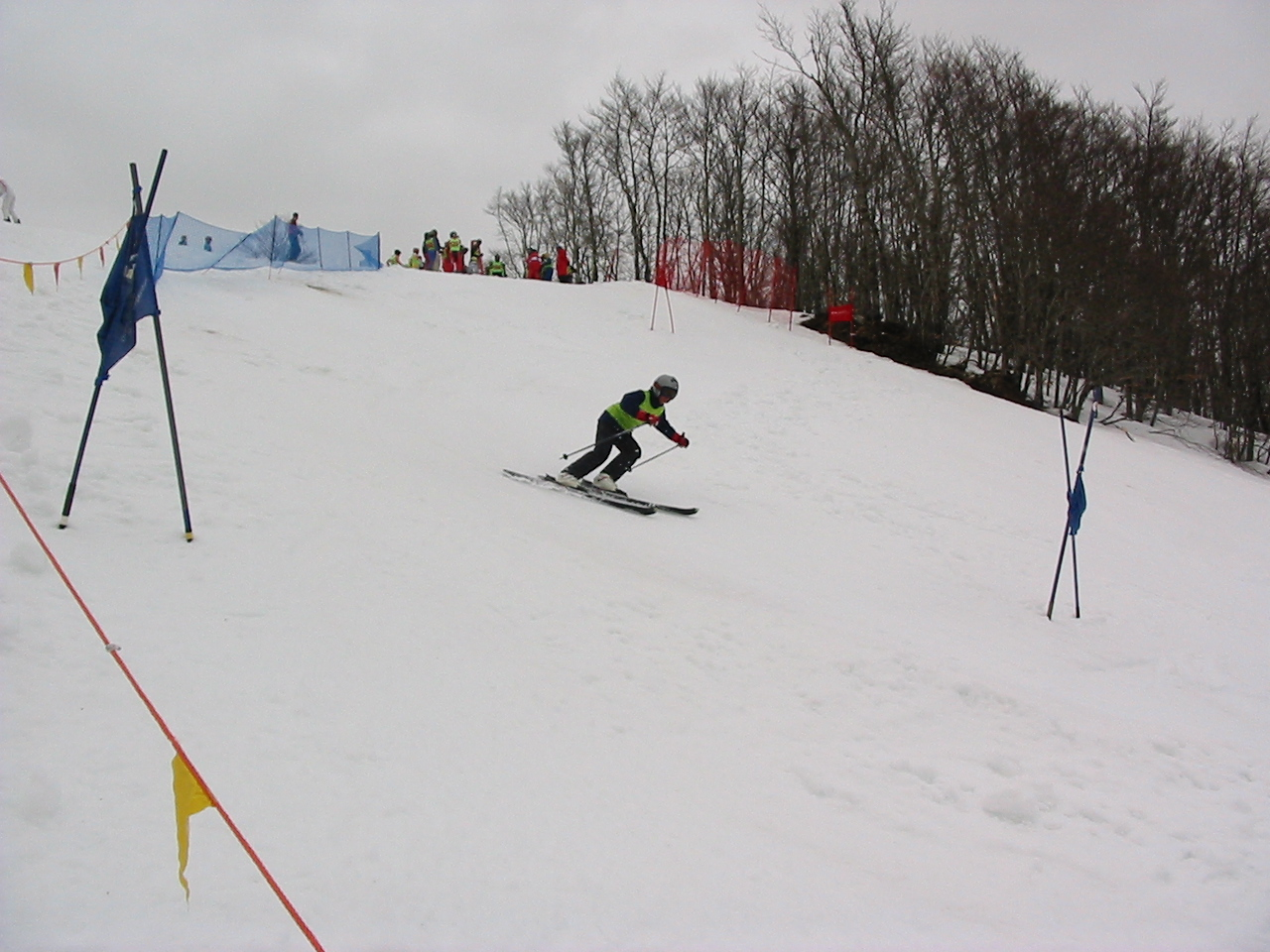
Sci alpino a Campo Felice

- Gruppo montuoso di Monte Ocre-Monte Cagno
- Parco regionale naturale del Sirente-Velino
- Altopiano
- Monte Rotondo
- Campo Felice
- Piani di Pezza
- Monti della Magnola
- Pizzo di Ovindoli
- Monte Sirente
- Monte Faito
- Val d'Arano e gole di Celano (SIC)
- Pozzo Caldaio
- Pineta San Leucio e Parco delle Rimembranze
- Pista ciclabile/Ippovia dell'altopiano